# Renate Reinsve
Renate Reinsve (ur. 24 listopada 1987 w Solbergelva) – norweska aktorka filmowa, teatralna i telewizyjna. 
Urodziła się we wsi Solbergelva, przedmieściu Drammen. Ukończyła kierunek aktorski na Narodowej Akademii Sztuk w Oslo, po czym znalazła zatrudnienie w Trøndelag Teater w Trondheim. W 2014 zdobyła norweską nagrodę teatralną Hedda za rolę w sztuce Wizyta starszej pani na podstawie sztuki Friedricha Dürrenmatta. Od 2016 Reinsve występuje na deskach Teatru Norweskiego w Oslo. 
Na dużym ekranie zadebiutowała drugoplanową rolą w filmie Oslo, 31 sierpnia (2011) Joachima Triera. Swój największy jak dotąd sukces zawdzięcza kreacji w innym obrazie tego samego twórcy, a mianowicie w Najgorszym człowieku na świecie (2021). Rola w tym filmie przyniosła jej nagrodę dla najlepszej aktorki na 74. MFF w Cannes, a także nominację do Nagrody BAFTA i Europejskiej Nagrody Filmowej za najlepszą rolę żeńską.